# Säkerhetscentret
Säkerhetscentret var en svensk webbtidning från mediehuset IDG om IT- och informationssäkerhet. Ansvarig redaktion var TechWorld, andra medverkande tidningar var CSO, Computer Sweden och PC för Alla. Redaktörer var Tomas Gilså och Joel Brandell.